# Hans Smidth
Hans Ludvig Smidth, född 2 oktober 1839 i Nakskov, död 5 maj 1917 i Frederiksberg, var en dansk målare.
Hans Smidth var son till stadsskrivaren, och senare stadsfogden, i Skive Edvard Philip Smidth (1807–78) och Karen Cathrine Berg (1812–55), samt bror till målaren F.L. Smidth. Han växte upp i Skive och läste efter studentexamen 1858 medicin ett par år, innan han började studera i Ferdinand Vilhelm Jensens ritskola vintern 1861 och senare under året på Kunstakademiet för bland andra Magnus Petersen, Adolph Kittendorff, Niels Simonsen, Wilhelm Marstrand och Jørgen Roed. Studierna avbröts 1864-65 för militärtjänst under andra schleswigska kriget. Han utbildade sig också på Vilhelm Kyhns frie aftenakademi 1870-71.
År 1867 debuterade han på Charlottenborg Forårsudstilling med två landskapsbilder. Smidth är representerad vid bland annat Nationalmuseum i Stockholm. 
Hans Smidth fick Eckersbergmedaljen dels 1905 och dels 1906. 

## Bildgalleri

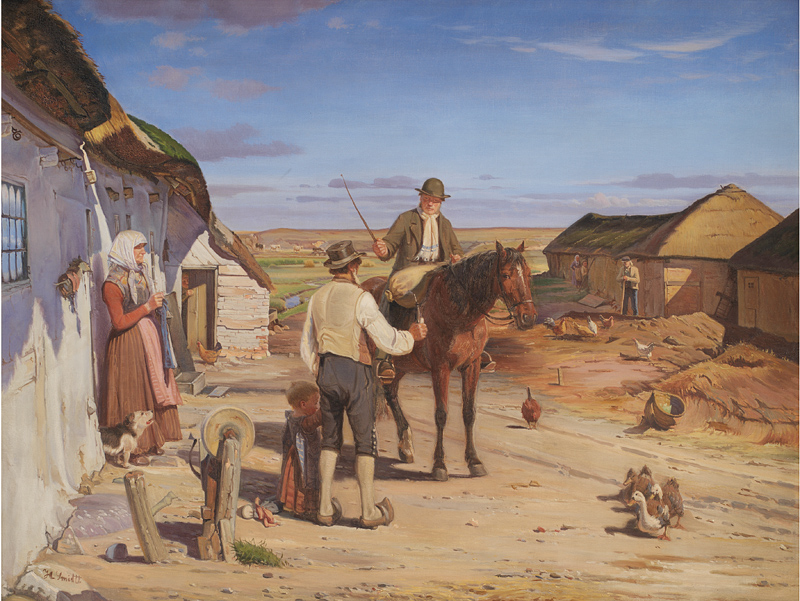
En fremmed spørger om vej i bondegården på heden (1877)
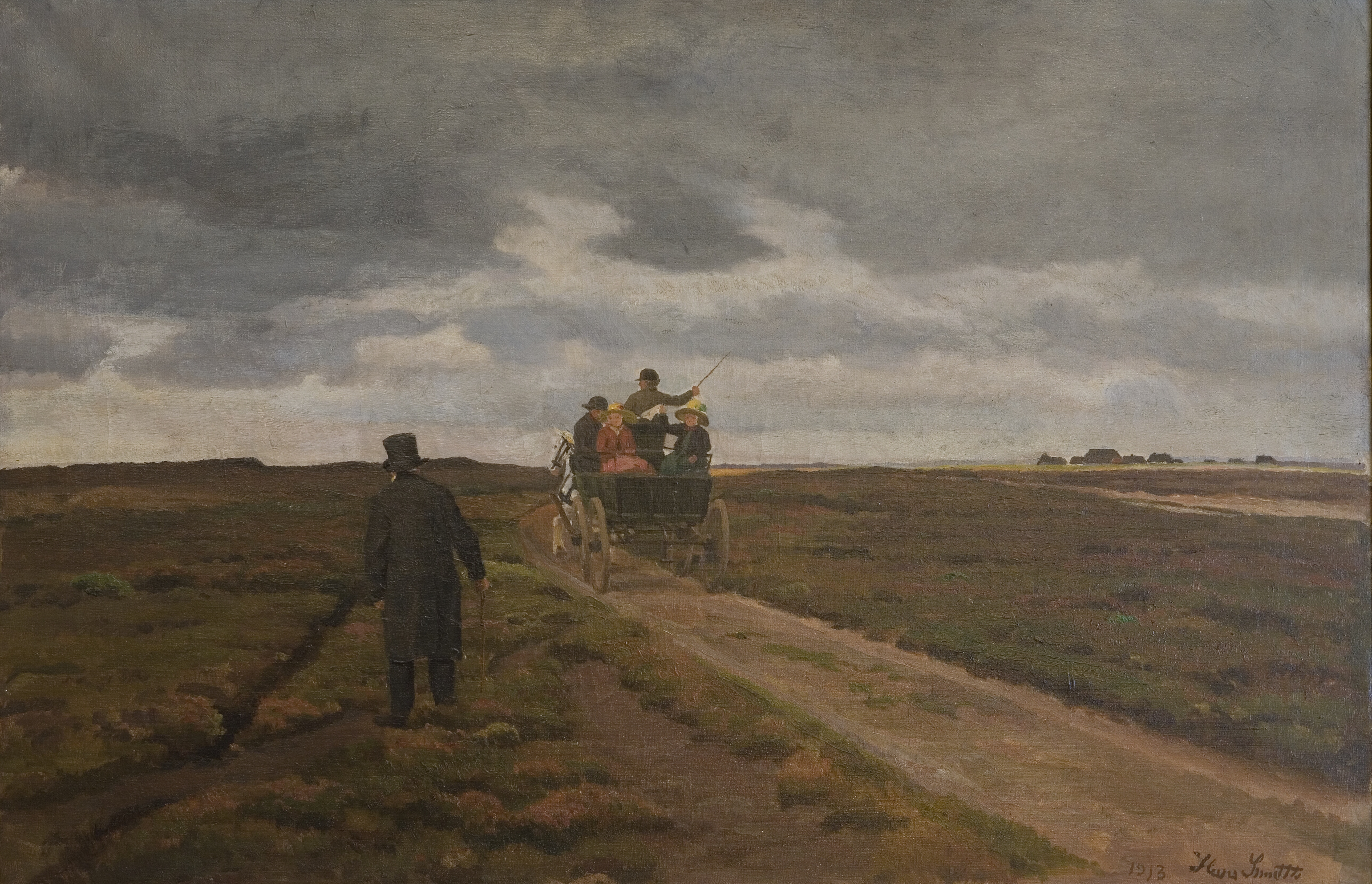
Hedelandskab med en dagvogn (1913)
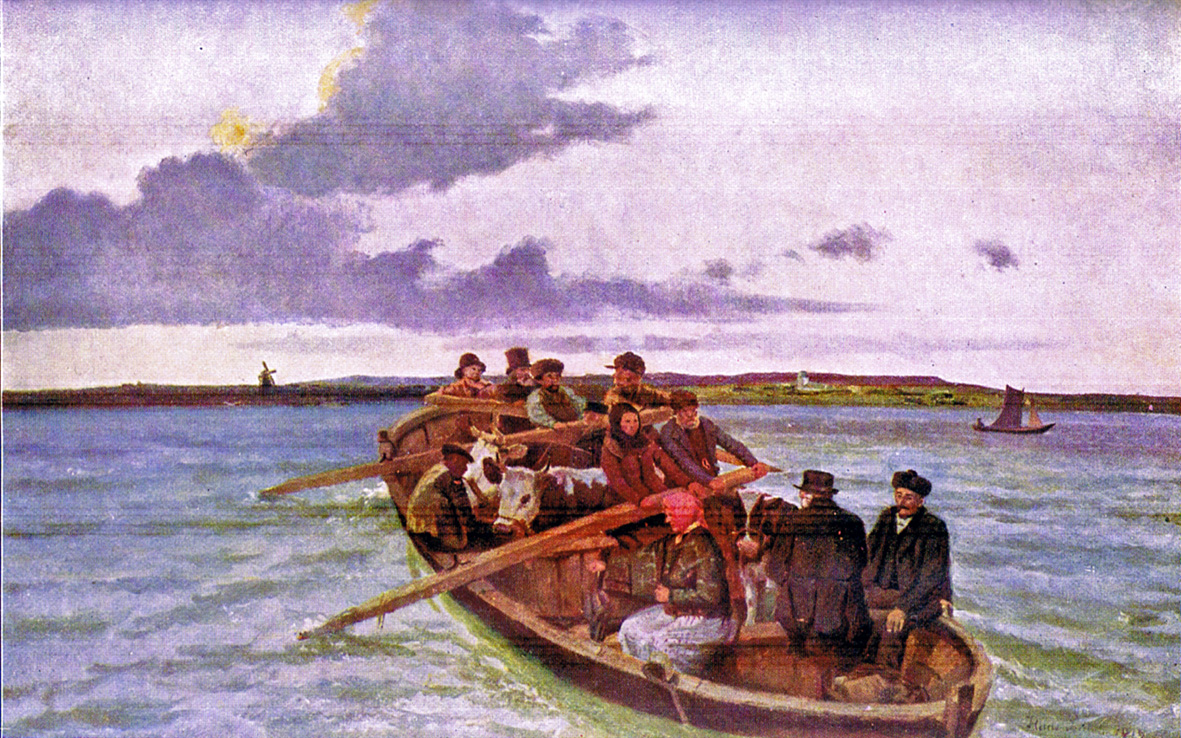
Færge over Sallingssund - Limfjorden
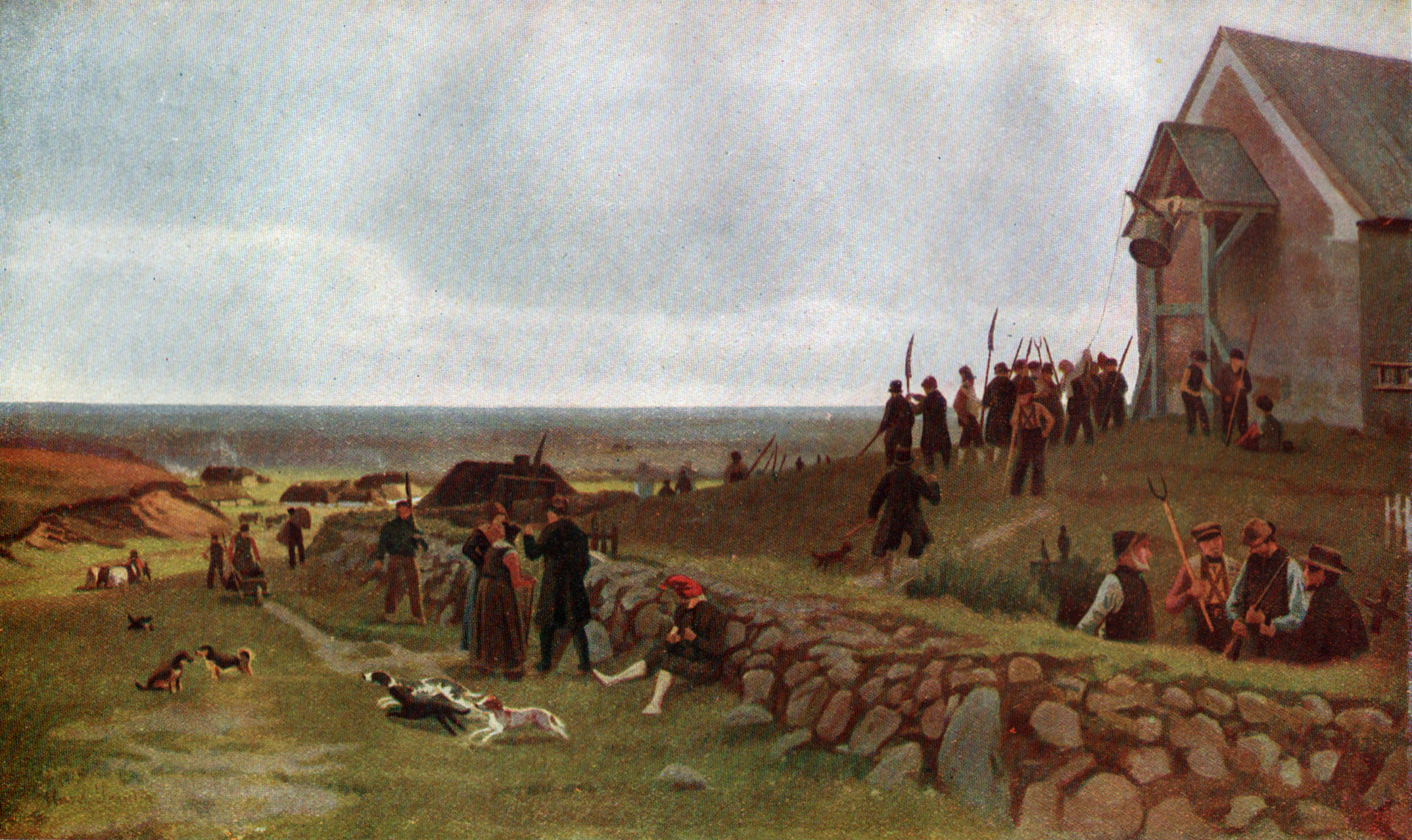
Stormklokkerne
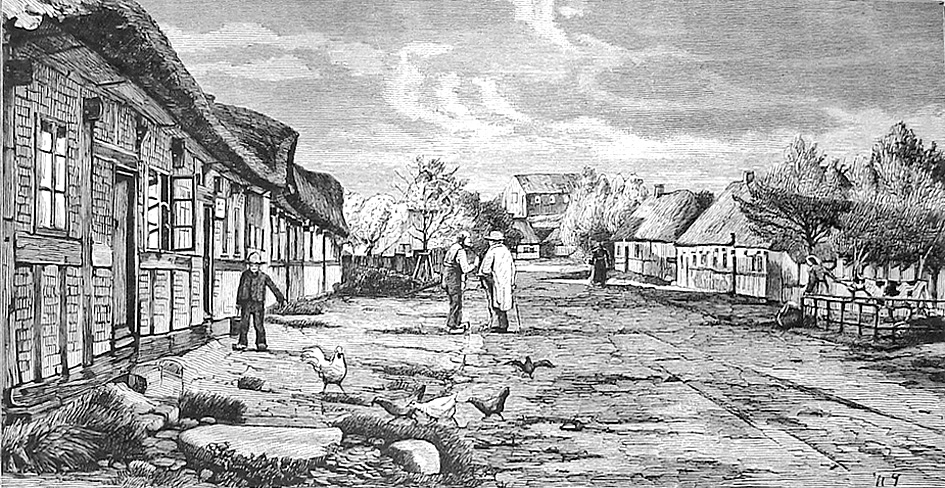
Gammel Rye, andra hälften av 1800-talet